# Длужневские
Длужневские (пол. Dłużniewski) — польские и галицкие шляхетские роды, а также русский дворянский род, герба Долэнга.
Завиша Длужневский, предок этого рода, был подчашим и старостой плоцким в 1435 году.
В российской империи этот род разделился на пять ветвей, внесённых Герольдией в I, II, III и VI части родословной книги Виленской, Гродненской, Киевской, Минской и Подольской губерний Российской империи.
В империи Габсбургов род Длужневских подтвердил своё шляхетское происхождение в королевстве Галиции и Лодомерии..
Ещё один дворянский род этой фамилии герба Прус третий, восходящий к половине XVII века, происходит из воеводства Плоцкого. Он был внесён в родословные книги дворян Царства Польского.
Также есть роды Длужневских гербов Долива, Помян и Прус первый.